# Natalja Jurjewna Zygankowa
Natalja Jurjewna Zygankowa (russisch Наталья Юрьевна Цыганкова, wiss. Transliteration Natal'ja Jur'evna Cygankova; * 12. August 1962 in Berdjansk, Sowjetunion, zwischenzeitig Natalja Jurjewna Lapizkaja) ist eine ehemalige russische Handballspielerin, die für die Sowjetunion an den Olympischen Spielen teilnahm. Mittlerweile ist sie als Handballtrainerin tätig.

## Karriere

### Im Verein
Zygankowa spielte ab dem Jahr 1977 in Newinnomyssk bei Asot. Ab dem Jahr 1986 lief die Außenspielerin für GK Rostselmasch Rostow auf, mit dem sie 1990 sowohl die sowjetische Meisterschaft als auch den Europapokal der Pokalsieger gewann. Zur Saison 1990/91 wechselte Zygankowa zum jugoslawischen Verein ŽRK Budućnost Podgorica, mit dem sie vier Mal den nationalen Pokal sowie acht Mal die nationale Meisterschaft gewann. Im Jahr 1999 beendete sie ihre Karriere.

### In der Nationalmannschaft
Zygankowa gewann mit der sowjetischen Juniorinnennationalmannschaft im Jahr 1981 die U-20-Weltmeisterschaft. Sie gewann zusätzlich die Torschützenkrone und wurde als beste Spielerin des Turniers ausgezeichnet. Anschließend gehörte Zygankowa dem Kader der sowjetischen Nationalmannschaft an, mit der sie 1982 und 1986 die Weltmeisterschaft sowie 1986 die Goodwill Games gewann. Weiterhin errang sie bei den Olympischen Spielen 1988 die Bronzemedaille. Im Turnierverlauf erzielte sie 17 Treffer.

### Als Trainerin
Zygankowa war im Jahr 1999 als Jugendtrainerin bei ŽRK Budućnost Podgorica tätig. Im darauffolgenden Jahr betreute sie die Nationalmannschaft der Bundesrepublik Jugoslawien, die unter ihrer Leitung an der Europameisterschaft teilnahm. Zygankowa war im Jahr 2003 für die Jugendnationalmannschaft von Serbien und Montenegro verantwortlich. In der Saison 2008/09 trainierte sie den russischen Erstligisten GK Kuban Krasnodar. Anschließend übernahm sie das Traineramt der zweiten Mannschaft von Kuban. Später wechselte sie vereinsintern in die dritte Mannschaft.

## Sonstiges
Zygankowa war mit dem russischen Fechter Wladimir Lapizki verheiratet.